# Finn Carling
Finn Carling (n. 1 octombrie 1925, Oslo — d. 12 martie 2004, Oslo) a fost un scriitor norvegian.
Carling a debutat în 1949 cu piesa de teatru „Glasskulen” și cu culegerea de nuvele „Broen”. A scris mai multe romane autobiografice, printre altele „I et rom i et hus i en have” (1976). A fost bursier de stat din anul 1971.

## Viața
Finn Carling s-a născut cu paralizie cerebrală. În cărțile sale „Kilden og muren” (1958) și „I et rom i et hus i en have” (1976) scrie despre viața lui ca persoană handicapată.

## Opera

### Piese de teatru
- Glasskulen  („Globul de sticlă”)- 1949
- Tre skuespill („Trei piese de teatru”)- 1975

### Romane
- Eneboeren (Locatarul singuratic)- 2004
- De små hjelperne (Micii ajutători)- 2003
- Øynene i parken (Ochii din parc)- 2001
- Forstenede øyeblikk (Clipe împietrite)- 2000
- Kan hende ved en bredd (Se poate întâmpla la un mal)- 1999
- Gepardene (Gheparzii)- 1998
- Skumring i Praha (Amurg la Praga)- 1997
- En annen vei (Un alt drum)- 1996
- Matadorens hånd (Mâna matadorului)- 1995
- Gjenskinn (Reflectare)- 1994
- Dagbok til en død (Jurnalul unui mort)- 1993
- Fangen i det blå tårn (Prizonierul turnului albastru)- 1955
- Skyggen (Umbra)- 1954
- Stemmene og nuet (Vocile și momentul de față)- 1950
- Oppdraget (Misiunea)- 1991
- Sensommerdøgn (Zi de vară târzie)- 1960
- Desertøren (Dezertorul)- 1956
- Visirene (Vizirele)- 1981
- Brevene (Scrisorile)- 1980
- Merkelige Maja (Maja cea neobișnuită)- 1989
- Lille Orlando (Micul Orlando)- 1986
- Kometene (Cometele)- 1964
- Fiendene (Inamicii)- 1974
- Gjesten (Oaspetele)- 1970

### Nuvele și eseuri
- Marginalene - 1977
- Forpliktelser (Obligații)- 1980
- Reiser i et lukket rom (Drumeții într-o cameră închisă) 2002

### Poezii și proză
- Broen (Podul)- 1949
- Piken og fuglene (Fata și păsările)- 1952
- Lys på et ansikt (Lumină pe o față)- 1969
- Skip av sten (Vapor de piatră)- 1971
- Museumstekster (Texte de muzeu)- 1982
- Innerste rommet (Camera cea mai din interior)- 1990
- Antilopens øyne (Ochii antilopei)- 1992

### Literatură de specialitate, diverse
- Vanskeligstilte barn i hjem og skole - (carte de specialitate) 1956
- Kilden og muren (Izvorul și zidul)- 1958
- Blind verden (Lume oarbă)- 1963
- Kritikk og kommentar i forbindelse med Norsk Rikskringkasting (articole) 1969
- Skapende sinn (Minte creatoare)- 1970
- Resten er taushet (Restul este tăcere)- 1973
- Skapt i vårt bilde (carte de specialitate) - 1975
- Mørke paralleller (Paralele întunecate)- 1978
- Hva med Hippokrates? Om legerollen og det hele menneske (carte de specialitate) 1991

### Biografii
- Gjensyn fra en fremtid (Revedere din viitor) (autobiografie) 1988
- I et rom i et hus i en have (Într-o cameră dintr-o casă într-o grădină) (autobiografie) 1976

## Premii și distincții
- 1970 Riksmålsprisen
- 1976 Gyldendals legat
- 1986 Doblougprisen
- 1987 Aschehougprisen
- 1992 Human-Etisk Forbund: Humanistprisen
- 1999 Norsk kulturråds ærespris